# Renato Solmi
Renato Solmi (Aosta, 27 marzo 1927 – Torino, 25 marzo 2015) è stato uno storico e traduttore italiano.

## Biografia
Figlio di Sergio, si laureò all'Università degli Studi di Milano in storia greca con una tesi su Platone in Sicilia. Dopo la laurea fu borsista nell'anno accademico 1949-50 all'Istituto italiano per gli studi storici. Dal 1952 frequentò in diverse occasioni la Scuola di Francoforte, dove ascoltò le lezioni di Theodor Adorno e Max Horkheimer. Nel 1951 iniziò a lavorare per la casa editrice Einaudi, dalla quale fu licenziato nel 1963, quando le divergenze politiche nel consiglio editoriale della casa editrice torinese tra "conservatori" (Cantimori, Bobbio e lo stesso Giulio Einaudi) e "avventuristi" (Solmi e Panzieri) esplosero in seguito al rifiuto dei primi di pubblicare il libro di Goffredo Fofi su L'immigrazione meridionale a Torino (Il libro uscì poi per Feltrinelli). 
Da allora Solmi ha insegnato presso i licei di Aosta e Torino, continuando il suo lavoro di studioso (con pubblicazioni su giornali e riviste quali "Quaderni Rossi", "Quaderni Piacentini", "Il Mulino", "Nuovi Argomenti", "il manifesto", "L'Indice dei libri del mese"); la maggior parte dei suoi saggi sono stati raccolti in Autobiografia documentaria: scritti 1950-2004 (Macerata, Quodlibet, 2007), vincitrice nel 2008 del Premio Pozzale Luigi Russo. 
Più importante la sua attività come germanista e traduttore: in quest'ultimo campo emergono le traduzioni di Il giovane Hegel e i problemi della società capitalistica di György Lukács (Torino, Einaudi, 1959), Essere o non essere di Günther Anders (Torino, Einaudi, 1961), Angelus Novus di Walter Benjamin (Torino Einaudi 1962), L'abicì della guerra di Bertolt Brecht (Torino, Einaudi, 1975), Dialettica dell'illuminismo di Theodor Adorno e Max Horkheimer (Torino, Einaudi, 1966) Il romanzo dell'artista nella letteratura tedesca di Herbert Marcuse (Torino, Einaudi, 1985), le Lettere di prigionieri di guerra italiani, 1915-1918 di Leo Spitzer (Torino, Boringhieri, 2014), tutte più volte ristampate. 
Particolare rilevanza ebbe la traduzione e l'introduzione ai Minima moralia (Torino, Einaudi, 1954, più volte ristampata), di cui scrisse Franco Fortini: "Leggere le cinquanta pagine introduttive è chiedersi come un giovane da poco uscito d'università abbia potuto scrivere pagine di tanta assoluta intelligenza e lucidità storica; e come simile risultato si sia dato in una situazione politica e intellettuale di chiusura, di dimissione e irrigidimento".